# Luca Vettori
Pour les articles homonymes, voir Vettori.
Luca Vettori (né le 26 avril 1991 à Parme) est un joueur italien de volley-ball. Il mesure 2,00 m et joue attaquant. Il totalise 15 sélections en équipe d'Italie.

## Biographie
La carrière de Luca Vettori a commencé en 2007 quand il débute avec Pallavolo Piacenza, avec l'équipe qui a participé à la Série C. Lors de la saison suivante, avec la même équipe, il dispute le championnat de Série B2. Durant ces mêmes années, il fait partie des pré-juniors puis des juniors nationaux.
Il rejoint l'équipe de Pallavolo Parme l'année suivante, lors de la saison 2010-2011. Il est recruté l'année suivante pas Club Italia, une équipe de Rome évoluant en Série B1. Il réalise une saison satisfaisante et attire l'attention de nombreuses équipes. Il fait ses débuts chez les professionnels durant la saison 2011-12 en Serie A2. Lors de la deuxième d’Italie e cette saison, il honore sa première sélection en équipe d'Italie. 

## Clubs
| Club               | De        | À |
| ------------------ | --------- | - |
| Pallavolo Piacenza | 2012-2013 | … |

## Palmarès

### Club et équipe nationale
- Championnat d'Europe
  - Finaliste : 2013
- Jeux Olympiques 
  - Finaliste : 2016
- Challenge Cup (1)
  - Vainqueur : 2013
- Coupe d'Italie (3)
  - Vainqueur : 2014, 2015, 2016
- Super Coupe d'Italie (2)
  - Vainqueur : 2015, 2016
- Coupe du monde des clubs (1)
  - Vainqueur : 2018
- CEV Cup (1)
  - Vainqueur : 2019

### Distinctions individuelles
- Meilleur attaquant du championnat d'Europe 2013